# Elydnodes ornata
Elydnodes ornata är en fjärilsart som beskrevs av Alfred Ernest Wileman och Reginald James West 1929.
Elydnodes ornata ingår i släktet Elydnodes och familjen Pantheidae. Inga underarter finns listade i Catalogue of Life.